# Чемпіонат світу з трекових велоперегонів 2015 — кейрін (жінки)
Змагання з кейріну серед жінок на Чемпіонаті світу з трекових велоперегонів 2015 відбулись 22 лютого.

## Результати

### Перший раунд
Заїзди першого раунду розпочались о 11:40.

#### Заїзд 1
| Місце | Ім'я            | Країна         | Відставання | Примітки |
| ----- | --------------- | -------------- | ----------- | -------- |
| 1     | Лінь Цзюньхун   | Китай          |             | Q        |
| 2     | Олена Брежніва  | Росія          | +0.028      | Q        |
| 3     | Лі Хе Джін      | Південна Корея | +0.087      |          |
| 4     | Мелісса Еріксон | США            | +0.199      |          |
| 5     | Крістіна Фоґель | Німеччина      | +0.527      |          |

#### Заїзд 2
| Місце | Ім'я              | Країна     | Відставання | Примітки |
| ----- | ----------------- | ---------- | ----------- | -------- |
| 1     | Анна Мірс         | Австралія  |             | Q        |
| 2     | Монік Салліван    | Канада     | +0.017      | Q        |
| 3     | Хуліана Гавірія   | Колумбія   | +0.083      |          |
| 4     | Катерина Гніденко | Росія      | +0.377      |          |
| 5     | Еліс Ліхтлі       | Нідерланди | +0.525      |          |
| 6     | Міріам Вельте     | Німеччина  | +1.168      |          |

#### Заїзд 3
| Місце | Ім'я             | Країна     | Відставання | Примітки |
| ----- | ---------------- | ---------- | ----------- | -------- |
| 1     | Стефані Мортон   | Австралія  |             | Q        |
| 2     | Шенн Браспенінкс | Нідерланди | +0.069      | Q        |
| 3     | Гуо Шуан         | Китай      | +0.087      |          |
| 4     | Лісандра Ґуерра  | Куба       | +0.319      |          |
| 5     | Таня Кальво      | Іспанія    | +0.362      |          |
| 6     | Канако Касе      | Японія     | +0.467      |          |

#### Заїзд 4
| Місце | Ім'я              | Країна          | Відставання | Примітки |
| ----- | ----------------- | --------------- | ----------- | -------- |
| 1     | Лі Хвейші         | Гонконг         |             | Q        |
| 2     | Чжун Тяньши       | Китай           | +0.068      | Q        |
| 3     | Фатеха Мустапа    | Малайзія        | +0.141      |          |
| 4     | Джессіка Варніш   | Велика Британія | +0.386      |          |
| 5     | Сімона Крупекайте | Литва           | +0.390      |          |
| 6     | Олівія Монтаубан  | Франція         | +0.563      |          |

### Додатковий раунд
Перезаїзди перешого раунду розпочались о 12:15.

#### Заїзд 1
| Місце | Ім'я            | Країна          | Відставання | Примітки |
| ----- | --------------- | --------------- | ----------- | -------- |
| 1     | Лі Хе Джін      | Південна Корея  |             | Q        |
| 2     | Таня Кальво     | Іспанія         | +0.019      |          |
|       | Джессіка Варніш | Велика Британія | REL         |          |

#### Заїзд 2
| Місце | Ім'я             | Країна     | Відставання | Примітки |
| ----- | ---------------- | ---------- | ----------- | -------- |
| 1     | Лісандра Ґуерра  | Куба       |             | Q        |
| 2     | Олівія Монтаубан | Франція    | +0.065      |          |
| 3     | Хуліана Гавірія  | Колумбія   | +0.076      |          |
| 4     | Еліс Ліхтлі      | Нідерланди | +0.271      |          |

#### Заїзд 3
| Місце | Ім'я              | Країна    | Відставання | Примітки |
| ----- | ----------------- | --------- | ----------- | -------- |
| 1     | Гуо Шуан          | Китай     |             | Q        |
| 2     | Міріам Вельте     | Німеччина | +0.104      |          |
| 3     | Крістіна Фоґель   | Німеччина | +0.137      |          |
| 4     | Катерина Гніденко | Росія     | REL         |          |

#### Заїзд 4
| Місце | Ім'я              | Країна   | Відставання | Примітки |
| ----- | ----------------- | -------- | ----------- | -------- |
| 1     | Фатеха Мустапа    | Малайзія |             | Q        |
| 2     | Мелісса Еріксон   | США      | +0.052      |          |
| 3     | Канако Касе       | Японія   | +0.139      |          |
| 4     | Сімона Крупекайте | Литва    | +0.183      |          |

### Другий раунд
Другий раунд розпочався о 14:55.

#### Заїзд 1
| Місце | Ім'я             | Країна         | Відставання | Примітки |
| ----- | ---------------- | -------------- | ----------- | -------- |
| 1     | Лінь Цзюньхун    | Китай          |             | Q        |
| 2     | Монік Салліван   | Канада         | +0.318      | Q        |
| 3     | Шенн Браспенінкс | Нідерланди     | +0.393      | Q        |
| 4     | Лі Хвейші        | Гонконг        | +0.543      |          |
| 5     | Фатеха Мустапа   | Малайзія       | +0.623      |          |
| 6     | Лі Хе Джін       | Південна Корея | +0.633      |          |

#### Заїзд 2
| Місце | Ім'я            | Країна    | Відставання | Примітки |
| ----- | --------------- | --------- | ----------- | -------- |
| 1     | Анна Мірс       | Австралія |             | Q        |
| 2     | Стефані Мортон  | Австралія | +0.001      | Q        |
| 3     | Лісандра Ґуерра | Куба      | +0.069      | Q        |
| 4     | Чжун Тяньши     | Китай     | +0.086      |          |
| 5     | Гуо Шуан        | Китай     | +0.111      |          |
| 6     | Олена Брежніва  | Росія     | REL         |          |

### Фінали
Фінали розпочались о 15:20.

#### Малий фінал
| Місце | Ім'я           | Країна         | Відставання | Примітки |
| ----- | -------------- | -------------- | ----------- | -------- |
| 7     | Лі Хвейші      | Гонконг        |             |          |
| 8     | Олена Брежніва | Росія          | +0.132      |          |
| 9     | Лі Хе Джін     | Південна Корея | +0.190      |          |
| 10    | Чжун Тяньши    | Китай          | +0.279      |          |
| 11    | Гуо Шуан       | Китай          | +0.382      |          |
| 12    | Фатеха Мустапа | Малайзія       | +1.109      |          |

#### Фінал
| Місце | Ім'я             | Країна     | Відставання | Примітки |
| ----- | ---------------- | ---------- | ----------- | -------- |
| 1     | Анна Мірс        | Австралія  |             |          |
| 2     | Шенн Браспенінкс | Нідерланди | +0.064      |          |
| 3     | Лісандра Ґуерра  | Куба       | +0.219      |          |
| 4     | Монік Салліван   | Канада     | +0.371      |          |
| 5     | Лінь Цзюньхун    | Китай      | +0.623      |          |
| 6     | Стефані Мортон   | Австралія  |             |          |